# Alerre
Alerre és un municipi aragonès situat a la província d'Osca i enquadrat a la comarca de la Foia d'Osca.

## Geografia
Alerre té com a localitats limítrofes les poblacions de:
Chimillas, Banastas i Osca.

## Història
Primer esment: al gener-febrer de 1104 en una concòrdia realitzada entre el bisbe d'Osca i l'abat de Montearagón (Ubieto Arteta, Cartulari de Montearagón, n.º 38).
Els francesos van intentar prendre Alerre en els temps de Napoleó, però els habitants d'aquest poble van posar la bandera de França fent creure els soldats francesos que ja havien conquerit les seves terres, per això des de llavors el gentilici dels habitants d'Alere és francesos.

## Demografia
| 1497 f | 1515 f | 1553 f | 1717 | 1787 | 1857 | 1877 | 1887 | 1900 | 1910 |
| ------ | ------ | ------ | ---- | ---- | ---- | ---- | ---- | ---- | ---- |
| -      | -      | -      | -    | -    | 205  | 187  | 244  | 238  | 225  |

| 1920 | 1930 | 1940 | 1950 | 1960 | 1970 | 1981 | 1990 | 1992 | 1994 |
| ---- | ---- | ---- | ---- | ---- | ---- | ---- | ---- | ---- | ---- |
| 209  | 196  | 176  | 146  | 139  | 113  | 127  | -    | -    | -    |

| 1996 | 1998 | 2000 | 2002 | 2004 | 2006 | 2008 | 2010 | 2012 | 2014 |
| ---- | ---- | ---- | ---- | ---- | ---- | ---- | ---- | ---- | ---- |
| 167  | 181  | 195  | 218  | 227  | 228  | 224  | 223  | 211  | 213  |

| 2016 | 2018 | 2020 | 2022 | 2024 | 2026 | 2028 | 2030 | 2032 | 2034 |
| ---- | ---- | ---- | ---- | ---- | ---- | ---- | ---- | ---- | ---- |
| 205  | 201  | 200  | 213  | 225  | -    | -    | -    | -    | -    |

## Economia
És un poble amb grans terrenys d'agricultura, el seu principal aspecte econòmic.

## Monuments
Església Parroquial d'Alerre
Temple parroquial amb el retaule major
Retaule del Rosari
Confraria del Roser

## Cultura
El primer diumenge d'octubre, per la seva proximitat amb el dia set del mes esmentat, se celebra la festa del Rosari, en commemoració de la Batalla de Lepant.

## Gastronomia
El segon diumenge de maig, traslladant-se en romeria fins al santuari. Després del culte i repartiment de coca i vi, apropant-se més a la tradició que a la gastronomia.

## Esports
Típics partits els dies de festa entre els joves d'Alerre contra els de Chimillas.

## Festes
20 de gener en honor a Sant Sebastià
25 de juliol en honor a Santiago Apòstol.